# Lost Without You (Kygo & Dean Lewis)
Lost Without You is een nummer van de Noorse dj Kygo en de Australische singer-songwriter Dean Lewis uit 2022. Het is de zevende single van Thrill of the Chase, het vierde studioalbum van Kygo.
"Lost Without You" is een danceballad die gaat over een jongen verloren is en liefdesverdriet voelt nadat zijn meisje bij hem weg is gegaan. Het nummer bereikte in zowel Kygo's thuisland Noorwegen als Lewis' thuisland Australië geen hitlijsten. In het Nederlandse taalgebied werd de plaat wel een kleine hit; met een 38e positie in de Nederlandse Top 40, en een 40e positie in de Vlaamse Ultratop 50.

## Tracklijst
- Muziekdownload

1. "Lost Without You" - 3:23
2. "Never Really Loved Me" - 3:22